# ستيف هيج
ستيف هيج (بالإنجليزية: Steve Hegg)‏ مواليد 3 ديسمبر 1963 في دانا بوينت، كاليفورنيا، الولايات المتحدة، هو دراج أمريكي سابق. سبق أن شارك في دورة الألعاب الأولمبية الصيفية وفاز بميدالية أولمبية.

## الميداليات
| الميدالية | المسابقة                       |
| --------- | ------------------------------ |
| ذهبية     | الألعاب الأولمبية الصيفية 1984 |

## روابط خارجية
- ستيف هيج على موقع أرشيف الدراجات (الإنجليزية)
- ستيف هيج على موقع إحصائيات الدراجات الإحترافية (الإنجليزية)
- ستيف هيج على موقع CycleBase (الإنجليزية)
- ستيف هيج على موقع اللجنة الأولمبية الدولية (الإنجليزية)
- ستيف هيج على موقع أوليمبيديا (الإنجليزية)